# Moinho de Maré de Olhão

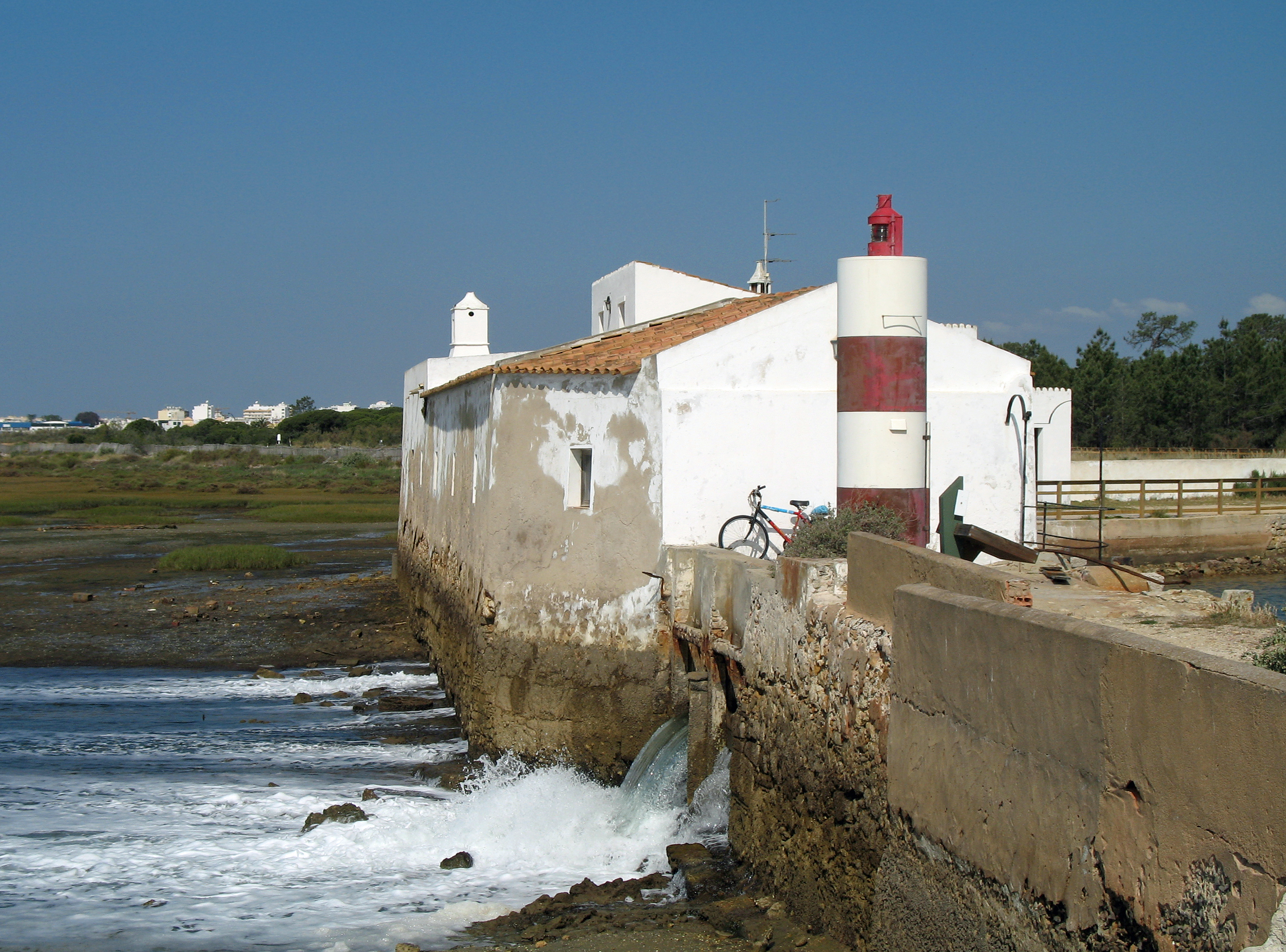
Moinho de maré de Olhão

O moinho de maré de Olhão é um moinho de maré incluído no Parque Natural da Ria Formosa, na Quinta de Marim em Olhão.